# Comitatul Jefferson, Ohio
Comitatul Jefferson a luat ființă în anul 1797, fiind situat în statul Ohio, SUA.

## Date geografice
Comitatul Jefferson se întinde pe suprafața de 1.064 km², din care 3 km² este apă. În anul 2005, comitatul avea 70.599 loc. cu o densitate de 66,5 loc./km². Sediul administrativ al comitatului se află la Steubenville. Comitatul este amplasat în estul statului Ohio la granița cu statul Virginia de Vest. El se învecinează cu comitatele Columbiana County, Hancock County (West Virginia), Brooke County (West Virginia), Ohio County (West Virginia), Belmont County, Harrison County și Carroll County, care au fost luate în sensul acelor ceasonicului.

## Istoric
Comitatul Jefferson a luat ființă din comitatul Washington, la data de 27 iulie 1797. El a fost denumit după Thomas Jefferson, al treilea președinte SUA.

## Demografie
După recensământul din anul 2000 comitatul avea:
- 73.894 loc. cu o densitate de 70 loc./km²
- 30.417 gospodării
- 20.592 familii
- 92,49% erau albi
- 5,68% afroamericani
- 0,20% amerindieni
- 0,33% asiatici
- 0,02% loc. de pe insulele din Pacific
- 0,25% alte grupări etnice
- 1,03% metiși și mulatri
- 0,62% latino americani